# Dietrich DP XI
Die Dietrich DP XI war ein kunstflugtauglicher zweisitziger Sport-Doppeldecker der Dietrich Flugzeugwerk AG von 1925.

## Entwicklung
Die Dietrich DP.XI entstand im Sommer 1925 als Weiterentwicklung der erfolgreichen Dietrich DP.IIa als kunstflugtauglicher, zweisitziger Doppeldecker. Paul Hall strebte dabei eine Verbesserung der Aerodynamik und eine verstärkte Struktur zur Steigerung der Kunstflugtauglichkeit an. Die Entwicklung und der Prototypenbau kam im Herbst 1925 ins Stocken, nachdem Paul Hall das Unternehmen verlassen hatte. Halls Nachfolger Wilhelm Kirchner und Dietrich gelang es trotz einsetzender Geschäftsaufsicht, den Prototyp bis Ende 1925 fertigzustellen. Der Erstflug fand in Waldau am 12. Januar 1926 statt. Auch die Musterzulassung bei der DVL verzögerte sich infolge des Geschäftsaufsichtsverfahrens bei der Dietrich Flugzeugwerk AG bis April 1926. Sie wurde erst im November 1926 abgeschlossen. Zu einem Serienbau der DP.XI kam es nach der Auflösung der Dietrich-Werke in Kassel nicht mehr. Der Prototyp der letzten Flugzeugentwicklung der Dietrich Flugzeugwerk AG blieb ein Einzelstück.

## Konstruktion
Hall behielt die grundlegenden Abmessungen und Leistungsdaten der DP.IIa beim Entwurf der DP.XI annähernd bei. Den Rumpf unterzog er einer aerodynamischen Überarbeitung, während Leitwerk und Motoraufhängung komplett neu konstruiert wurden. Die hauptsächlichen Änderungen bezogen sich auf den Tragflügel. Sie wurde für höhere Belastungsfälle durch Kunstflugfiguren verstärkt. Ober- und Unterflügel wurden versetzt angeordnet und mit V-Streben versehen. Die Flügeltiefe wurde durch Verlängerung der Tragfläche reduziert. Wie bereits bei der DP.IX erhielt die Tragfläche eine Sperrholzbeplankung. Am Rumpf und Leitwerk ersetzte Hall Teile der Stoffbespannung durch Duralumin-Panele. Querruder wurden sowohl am Ober- als auch Unterflügel vorgesehen.
Als Motor behielt Hall den 80 PS starken Siemens & Halske Sh5-Motor bei. Als spätere alternative Motorisierung war auch ein Junkers-Motor oder ein Siebenzylinder-Sternmotor Siemens & Halske Sh 11 mit 71 kW Leistung vorgesehen.
Anfang 1926 befand sich ein zweiter Prototyp der DP.XI im Bau, bei dem zur weiteren Gewichtseinsparung die hinteren Teile der Stahlrohrkonstruktion des Rumpfs durch Duralumin-Strukturen ersetzt werden sollten. Dieser zweite Prototyp wurde infolge des Zusammenbruchs der Dietrich Flugzeugwerk AG nicht mehr fertiggestellt.

## Weiterentwicklungen
Nachdem Paul Hall die Dietrich Flugzeugwerk AG im September 1925 verlassen hatte, führte er in seinem Privatbüro konstruktive Überlegungen zur Verbesserung der Kunstflugtauglichkeit fort. Hall entwarf dabei anstelle des durchgängigen Holzgurts auf der Ober- und Unterseite der Flügelholme eine Gurtsegmentstruktur, die miteinander verleimt wurde. Anstelle des Lastvielfachen von 4–5 bei der DP.XI ermöglichte die neue Gurtstruktur von Paul Hall Lastvielfache bis zu einem Belastungsfaktor von 12,5 zu erreichen. Bereits im Dezember 1925 entstand bei Halls neuem Arbeitgeber in den Raab-Katzenstein-Werken ein Flügelsatz der Hall’schen Konstruktion, der im Januar 1926 in einer Dietrich DP.IIa erprobt wurde. In enger Anlehnung an den Entwurf der Dietrich DP.XI entwarf Paul Hall Anfang 1926 bei Raab-Katzenstein einen Rumpf, der mit den neuen Tragflächen als Raab-Katzenstein Kl.1 Schwalbe im Frühjahr 1926 als erstes Serienmodell bei Raab-Katzenstein gefertigt wurde. Wegen der Verwendung konstruktiver Elemente aus der DP.XI-Entwicklung reichte Richard Dietrich 1926 eine Klage über den Diebstahl geistigen Eigentums gegen Paul Hall und die Raab-Katzenstein-Werke ein. In einem mehrjährigen Rechtsstreit unterlag Richard Dietrich.
Richard Dietrich griff die DP.XI-Entwicklung 1934 bei der Mühlenbau- und Industrie GmbH (MIAG) wieder auf. Die MIAG-Dietrich MD12 (die Typennummerierung „12“ setzt die Nummernvergabe der Dietrich Flugzeugwerk AG fort) war eine direkte Weiterentwicklung des DP.XI Entwurfs von 1925.

## Technische Daten
| Kenngröße             | Daten                                      |
| --------------------- | ------------------------------------------ |
| Besatzung             | 1 Pilot                                    |
| Passagier             | 1                                          |
| Spannweite            | 8,00 m 7,00 m                              |
| Länge                 | 6,10 m                                     |
| Höhe                  | 2,55 m                                     |
| Flügelfläche          | 17,10 m²                                   |
| Flächenbelastung      | 39,1 kg/m²                                 |
| Leistungsbelastung    | 8,9 kg/PS                                  |
| Rüstmasse             | 425 kg                                     |
| Zuladung              | 245 kg                                     |
| Startmasse            | 670 kg                                     |
| Antrieb               | ein Siemens & Haske Sh 5 mit 75 PS (55 kW) |
| Höchstgeschwindigkeit | 150 km/h                                   |
| Gipfelhöhe            | 4000 m                                     |
| Aktionsradius         | 550 km                                     |